# بازگشت به وحشت بالا
بازگشت به وحشت بالا (به انگلیسی: Return to Horror High) فیلمی محصول سال ۱۹۸۷ و به کارگردانی بیل فورهلیچ و برانابی تامپسون است. در این فیلم بازیگرانی همچون وینس ادواردز، براندن هایز، اسکات جکوبی، لوری لتین، فیلیپ مک‌کئون، آلکس روکو، جرج کلونی، مورین مک‌کورمیک و دارسی دیموس ایفای نقش کرده‌اند.